# Halle de La Mure
La halle de La Mure est une halle de 1843 située dans la commune de La Mure dans le département de l'Isère. Elle est labellisée Patrimoine en Isère.

## Histoire
La halle est édifiée en 1843 sur l'emplacement occupé par les halles successives depuis le XIVe siècle.

## Voir auss